# Dołna Bańica
Dołna Bańica (mac. Долна Бањица) – wieś w Macedonii Północnej; 10 tys. mieszkańców (2006).

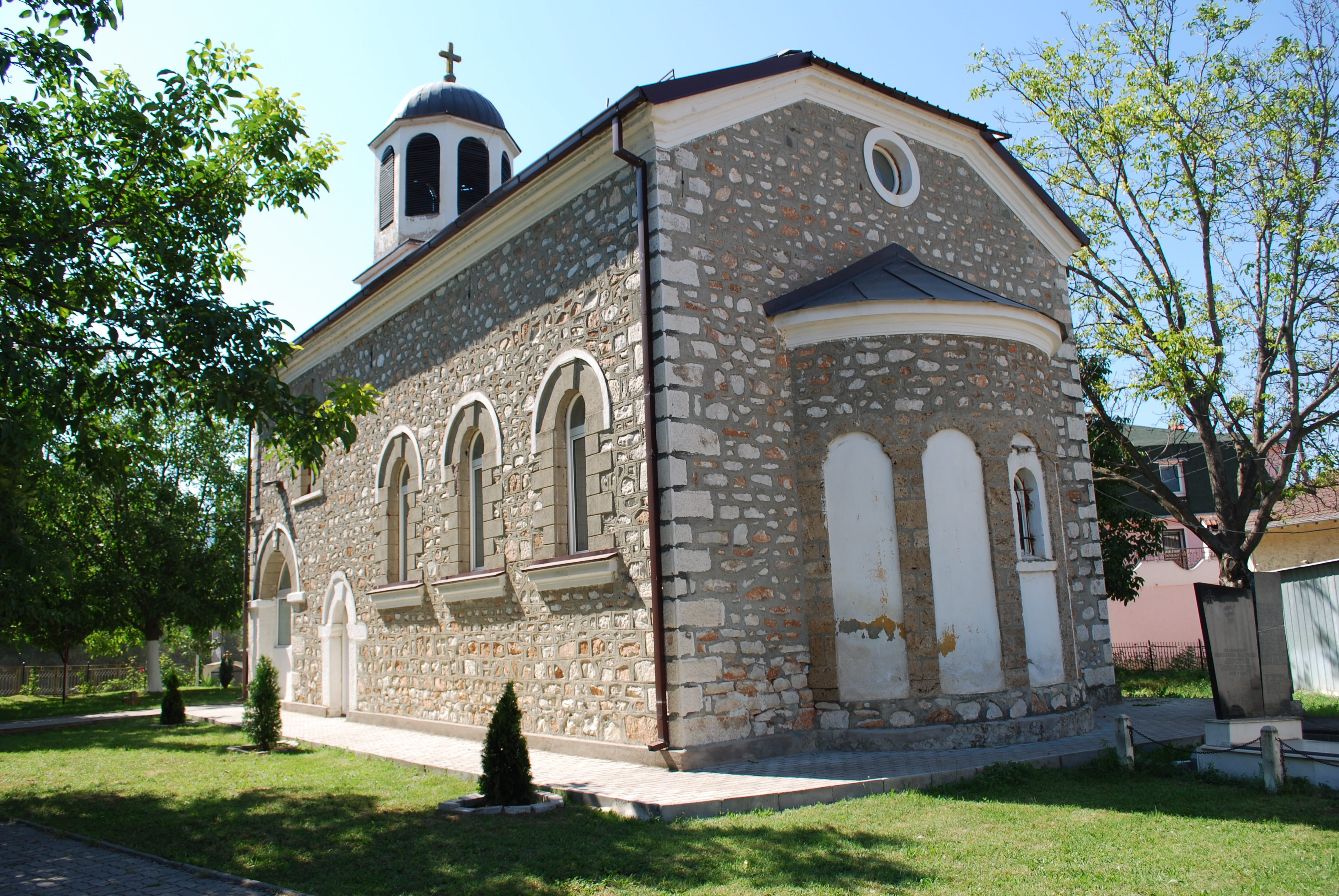
Kościół Św. Pawła z Tarsu